# Bettendorf (Luxemburg)
Bettendorf (luxemburguès Bettenduerf, alemany Bettendorf) és una comuna i vila al nord-est de Luxemburg, que forma part del cantó de Diekirch. Comprèn les viles de Bettendorf, Bleesbruck, Gilsdorf i Moestroff.

## Població
| Nacionalitat   | Població | %      |
| -------------- | -------- | ------ |
| Luxemburguesos | 1.529    | 66,08% |
| Forasters      | 785      | 33,92% |
| - Portuguesos  | 555      | 23,98% |
| - Francesos    | 34       | 1,47%  |
| - Italians     | 40       | 1,73%  |
| - Belgues      | 21       | 0,91%  |
| - Alemanys     | 32       | 1,38%  |
| - Iugoslaus    | 40       | 1,73%  |
| - Altres       | 63       | 2,72%  |

## Evolució demogràfica
| Any        | Població |
| ---------- | -------- |
| 15/02/2001 | 2.314    |
| 01/01/2002 | 2.300    |
| 01/01/2003 | 2.313    |
| 01/01/2004 | 2.301    |
| 01/01/2005 | 2.384    |